# Época quark

Edad de los quarks (en amarillo), a partir de 10^{−12} segundos después del Big Bang, hasta 10^{−6} segundos.

En cosmología física, la época quark o era quark es el período del universo primitivo que sigue a la época electrodébil y precede a la época hadrónica. Comenzó 10−12 segundos (1 ps) después del Big Bang y terminó 10−6 segundos después (1 µs). Mientras tanto, la temperatura media del universo se baja de alrededor de 103 a 1011 K.

## Cronología
El comienzo de la época quark se caracteriza por la separación de la interacción electrodébil en una interacción débil y una interacción electromagnética. De ahora en adelante, el Universo se regirá por cuatro interacciones fundamentales, con la interacción fuerte y la interacción gravitacional.
Durante la época quark, la materia ordinaria es un plasma denso y caliente, compuesto, según el modelo estándar de la física de partículas, de quarks, gluones y leptones, todos libres (es decir, sin unir).
El final de la época quark se caracteriza por la combinación de quarks y gluones para formar hadrones (bariones y mesones). A partir de ahora, el universo ya no contendrá quarks ni gluones libres.